# Tyrus Wong
Tyrus Wong (25 de octubre de 1910 – 30 de diciembre de 2016) fue un artista estadounidense de origen chino. Fue pintor, animador, calígrafo, muralista, ceramista, litógrafo y fabricante de cometas, como también diseñador de set y artista de guiones gráficos. Considerado uno de los artistas asiáticos-estadounidense más destacados del siglo XX,  Wong también fue ilustrador de películas, y trabajó para Disney y Warner Brothers. Fue muralista de Works Progress Administration (WPA), como artista de tarjetas de felicitación de Hallmark Cards. Entre sus trabajos más notables, lideró la producción de ilustraciones de la película de Disney de 1942 Bambi, inspirándose en el arte de la dinastía Song. También fue el director artístico de otras tantas películas, tanto como diseñador del set o artista de storyboard, como Rebel Without a Cause (1955), Around the World in Eighty Days (1956), Río Bravo (1959), The Music Man (1962), The Great Race (1962), PT 109 (1963), The Green Berets (1968) y The Wild Bunch (1969), entre otras.

## Biografía
Cuando tenía nueve años de edad, acompañó a su padre a un viaje por Estados Unidos. A su llegada, ambos fueron arrestados por poseer pasaportes falsos. Una vez regularizada la situación, fueron a vivir a Pasadena y en la adolescencia, con la ayuda de la Misión China Episcopal Metodista, estudió en la Benjamin Franklin Junior High. Los profesores de esta institución notaron sus habilidades en el área de pintura, y lo recomendaron para una beca de estudios en el Ortos College of Art and Design.
En la década de 1930 comenzó sus primeros trabajos para Disney realizando storyboards. Recibió un Disney Legend.